# Effet Veblen

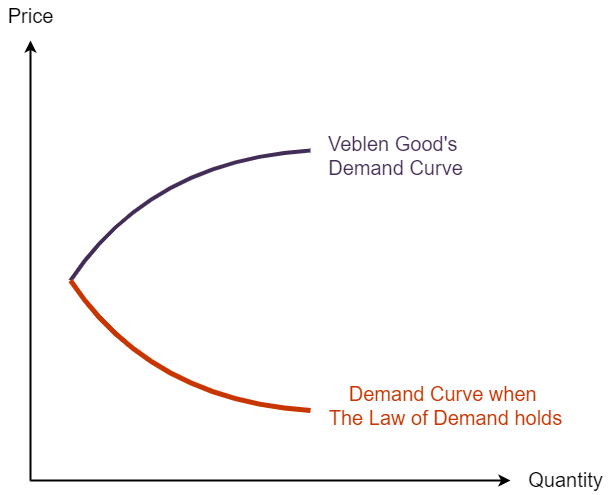
Graphique représentant l'effet Veblen, avec le prix sur l'axe des ordonnées et la quantité sur l'axe des abscisses.

L’effet Veblen, ou effet de snobisme, a été mis en évidence par l’économiste et sociologue Thorstein Veblen, dans son ouvrage Théorie de la classe de loisir (1899). Dans le domaine des biens de luxe ou du moins ceux qui permettent une certaine distinction sociale, la baisse de prix de ces produits se traduit par une baisse de l'intérêt qu'ils présentent aux yeux de leurs acheteurs potentiels. De manière inverse, la hausse du prix d'un produit peut le rendre davantage désirable et le faire entrer dans la catégorie des biens dont la possession traduit un rang social élevé. De manière générale, l'effet Veblen se matérialise par le fait que les individus ont tendance à désirer des biens dont le prix élevé fait toute la valeur, en dépit d'une valeur pratique éventuellement faible (consommation ostentatoire). Par exemple, des œuvres d'art, des vêtements de créateur, des voitures anciennes et voitures de luxe, des bijoux, du matériel hi-fi, certaines bouteilles de vin, etc.
En termes de théorie micro-économique, un bien à effet Veblen comporte donc deux particularités : l'élasticité inversée de sa demande par rapport au prix, qui est positive dans la plus grande partie de la courbe, ainsi que l'élasticité de sa demande par rapport au revenu, qui est supérieure à 1 : dans certaines limites, la demande du bien va augmenter avec le prix, au lieu de décroître, et elle augmente plus vite que le revenu disponible.